# سابین مایر
سابین مایر (زاده ۳۰ مارس ۱۹۵۹) در کریلسهایم آلمان، سولیست کلارینت است.

## زندگی‌نامه
سابین مایر متولد کریلسهایم (Crailsheim) است. وی در اشتوتگارت زیر نظر اتو هرمان و در هانوفر زیر نظر هانس داینزر تحصیل کرده‌است. وی فعالیت خود را با کار در ارکستر سمفونیک رادیو باواریایی آغاز کرد، سپس در ارکستر فیلارمونیک برلین به عنوان تکنواز کلارینت کار خود را ادامه داد.